# The Elder Scrolls: Arena
The Elder Scrolls: Arena je fantasy akční hra na hrdiny vyvinutá a vydaná společností Bethesda Softworks v roce 1994 pro operační systém MS-DOS. Jedná se o první díl série The Elder Scrolls.
V roce 2004, při příležitosti 10. výročí existence herní série, byla hra The Elder Scrolls: Arena uvolněna k bezplatnému stažení.